# Villalvernia
Villalvernia là một đô thị thuộc tỉnh Alessandria, vùng Piedmont, Italia.
Đô thị này có diện tích 4,63  km², dân số là 932 người. Đô thị này nằm ở hữu ngạn sông Scrivia.